# Artemisia gurganica
Artemisia gurganica là một loài thực vật có hoa trong họ Cúc. Loài này được (Krasch.) Filat. mô tả khoa học đầu tiên năm 1965.